# Polska Federacja Ruchów Obrony Życia
Polska Federacja Ruchów Obrony Życia – polskie stowarzyszenie zrzeszające 85, ponad 90, ok. 100 lub 130 ruchów i organizacji o charakterze modlitewnym, charytatywnym lub wychowawczym, skupionych wokół idei sprzeciwu wobec poszerzenia prawa do wykonywania aborcji w Polsce, a także pomocy kobietom w ciąży znajdującym się w trudnej sytuacji życiowej.
Organizacja powstała z inicjatywy prof. Alicji Grześkowiak, która w 1992 zaprosiła na spotkanie w Senacie Rzeczypospolitej Polskiej grupę przedstawicieli tzw. ruchów pro-life. Jeszcze w czerwcu tego samego roku na zjeździe założycielskim powołano federację, choć formalnie została ona wpisana do rejestru stowarzyszeń przy Krajowym Rejestrze Sądowym dopiero dekadę później, 4 grudnia 2002. W 1996 federacja była organizatorką dużej fali protestów przeciwko liberalizacji prawa w zakresie aborcji w Polsce, w kolejnym roku kilku spośród jej liderów weszło także do Sejmu.
Prezesem Federacji jest Jakub Bałtroszewicz. W ramach federacji działają Ewa Kowalewska i ks. Tomasz Kancelarczyk (jako jej wiceprezesi).
Za rok 2012 nagrodzona została Europejską Nagrodą Obywatelską.